# Gizaucourt
Gizaucourt és un municipi francès, situat al departament del Marne i a la regió del Gran Est. L'any 2007 tenia 106 habitants.

## Demografia

### Població
El 2007 la població de fet de Gizaucourt era de 106 persones. Hi havia 49 famílies, de les quals 12 eren unipersonals (12 dones vivint soles i 12 dones vivint soles), 21 parelles sense fills, 12 parelles amb fills i 4 famílies monoparentals amb fills.
La població ha evolucionat segons el següent gràfic:
Habitants censats

### Habitatges
El 2007 hi havia 59 habitatges, 48 eren l'habitatge principal de la família, 4 eren segones residències i 6 estaven desocupats. 57 eren cases i 1 era un apartament. Dels 48 habitatges principals, 41 estaven ocupats pels seus propietaris, 6 estaven llogats i ocupats pels llogaters i 1 estava cedit a títol gratuït; 2 tenien tres cambres, 8 en tenien quatre i 38 en tenien cinc o més. 39 habitatges disposaven pel capbaix d'una plaça de pàrquing. A 16 habitatges hi havia un automòbil i a 26 n'hi havia dos o més.

### Piràmide de població
La piràmide de població per edats i sexe el 2009 era:
| Homes | Edats   | Dones |
| ----- | ------- | ----- |
| 0     | 95 o +  | 0     |
| 4     | 90 a 94 | 0     |
| 0     | 85 a 89 | 0     |
| 0     | 80 a 84 | 4     |
| 4     | 75 a 79 | 8     |
| 4     | 70 a 74 | 0     |
| 0     | 65 a 69 | 4     |
| 8     | 60 a 64 | 0     |
| 0     | 55 a 59 | 8     |
| 4     | 50 a 54 | 8     |
| 8     | 45 a 49 | 0     |
| 0     | 40 a 44 | 0     |
| 4     | 35 a 39 | 4     |
| 4     | 30 a 34 | 4     |
| 4     | 25 a 29 | 4     |
| 0     | 20 a 24 | 4     |
| 0     | 15 a 19 | 4     |
| 0     | 10 a 14 | 4     |
| 0     | 5 a 9   | 4     |
| 0     | 0 a 4   | 0     |

## Economia
El 2007 la població en edat de treballar era de 65 persones, 52 eren actives i 13 eren inactives. De les 52 persones actives 49 estaven ocupades (27 homes i 22 dones) i 3 estaven aturades (2 homes i 1 dona). De les 13 persones inactives 6 estaven jubilades, 5 estaven estudiant i 2 estaven classificades com a «altres inactius».
Activitats econòmiques
L'únic establiment que hi havia el 2007 era d'una empresa de construcció.
L'únic servei als particulars que hi havia el 2009 era un electricista.
L'any 2000 a Gizaucourt hi havia 7 explotacions agrícoles.

## Poblacions més properes
El següent diagrama mostra les poblacions més properes.